# Nushagak (fleuve)
Pour les articles homonymes, voir Nushagak.
Le Nushagak (Iilgayaq  en Yupik) est un cours d'eau du sud-ouest de l'Alaska aux États-Unis, de 450 kilomètres (280 mi) de long. Il se jette dans la baie Nushagak, dans la Baie de Bristol, à l'est de Dillingham.
Son principal affluent est la rivière Mulchatna. Ses autres affluents comme la rivière Nuyakuk et la rivière King Salmon sont aussi navigables. Ses plus petits affluents sont la rivière Iowithla et la rivière Kokwok.
Elle arrose Portage Creek, Ekwok, Koliganek, New Stuyahok, et enfin la ville de Dillingham, qui se trouve sur la baie.
On y exploite des minerais. Par ailleurs, on y pratique la pêche au saumon de façon à la fois touristique et commerciale.

## Affluents
- Wood – 20 milles (32 km)
- Kokwok – 36 milles (58 km)
- Mulchatna – 160 milles (257 km)
  - Stuyahok – 45 milles (72 km)
  - Koktuli
  - Chilikadrotna – 55 milles (89 km)
- Nuyakuk – 36 milles (58 km)
  - Tikchik – 45 milles (72 km)
- King Salmon – 45 milles (72 km)